# او مرا دوست ندارد (فیلم ۱۹۳۴)
او مرا دوست ندارد (انگلیسی: She Loves Me Not) فیلمی در ژانر کمدی به کارگردانی الیوت نیوجنت است که در سال ۱۹۳۴ منتشر شد.

## بازیگران
- بینگ کرازبی
- میریام هاپکینز
- کیتی کارلایل
- هنری استیونسون
- وارن هایمر
- جرج باربیر
- جودیت آلن
- مت مک‌هیو
- اسکار اسمیت